# James Ohio Pattie
Pour les articles homonymes, voir Pattie.
James Ohio Pattie, né vers 1804 et mort vers 1850, est un Mountain man américain.
Entre 1824 et 1830, Pattie a participé à une série d'expéditions de piégeage et de commerce de fourrures, voyageant à travers l'ouest et le sud-ouest américains et dans le nord et le centre du Mexique.
En 1831, il a collaboré avec le journaliste du Kentucky Timothy Flint pour publier The Personal Narrative of James O. Pattie of Kentucky décrivant ses voyages. Personal Narrative a été salué par les historiens pour ses descriptions vivantes du sud-ouest, mais la véracité du récit de Pattie est contestée. Bien que la nature générale des événements décrits soit largement acceptée, Pattie a probablement embelli son rôle dans de tels événements,,.

## Biographie
Pattie et son père, Sylvester, quittent Saint-Louis en juin 1824 et voyagent le long du Missouri pour commercer avec les tribus indiennes des plaines. En atteignant un poste militaire à Council Bluffs dans l'Iowa moderne, les Pattie sont informés qu'ils ne peuvent plus remonter le Missouri sans permis. Plutôt que de retourner à Saint-Louis, l'aînée Pattie choisit de rejoindre un train de meute à destination de Santa Fe dirigé par Sylvester Pratte. En raison de ses antécédents militaires, l'aîné Pattie est invité à prendre le commandement du groupe, qui se compose de 116 hommes et de plus de trois cents chevaux et mules.
Le groupe atteint Santa Fe en novembre 1825, où ils demandent au gouverneur l'autorisation de piéger le castor le long de la rivière Gila. Bien que leur demande ait été initialement refusée, James Pattie affirme que le groupe a obtenu une licence pour piéger après avoir sauvé la fille du gouverneur d'un groupe voisin de Mescaleros. Cependant, cette histoire a probablement été inventée de toutes pièces et les Pattie ont probablement commencé illégalement à piéger le long de la Gila.
De Santa Fe, Sylvester, James et trois guides voyagent vers le sud sur le Río Grande avant de se diriger vers l'ouest en direction des mines de cuivre de Santa Rita, où ils se sont brièvement arrêtés pour s'approvisionner. Ils passent l'hiver à piéger le castor sur la rivière Gila aussi loin à l'ouest que la jonction de la rivière Salt près de Phoenix, mais ils rencontrent peu de succès. Le groupe trouvent des ours, sont attaqués par des petites bandes d'Indiens et ont des épisodes de maladie et de famine, et au début de 1826, ils doivent manger leurs propres chevaux ainsi qu'un grizzli,. Leur chance tourne dans les premiers mois de 1826 et, à la fin mars, le groupe met en cache des centaines de peaux de castor le long de la rivière dans l'espoir de revenir une fois qu'ils auront acquis des bêtes de somme pour transporter la charge.
En avril, les Pattie reviennent à la mine de Santa Rita, où le propriétaire offre à Sylvester le contrôle des opérations. L'aînée Pattie gère la mine de manière rentable avec deux associés jusqu'en 1827, laissant James piéger seul.
En juin 1826, James Pattie prétend avoir participé à une expédition sur la rivière Gila jusqu'à la fourche du San Pedro pour récupérer les fourrures mises en cache. Bien que cette expédition ait eu lieu, Pattie n'était probablement pas présent, puisqu'il a servi de témoin à un billet à ordre signé à la mine le 14 juin. L'expédition est revenue début juillet sans une seule peau après avoir découvert que les Indiens avaient pris les fourrures mises en cache, qui valaient probablement des milliers de dollars,.
À quelques mois de la saison de piégeage d'automne, James Pattie passe l'été 1826 comme employé de la mine, gagnant un dollar par jour en échange de la protection de la mine contre les raids Apaches. Il obtient plusieurs compétences précieuses grâce à ses interactions avec les divers peuples traversant la région de Santa Rita, et affirme avoir appris l'espagnol au cours de quelques mois passés auprès de Juan Onis, qui avait précédemment exploité la mine. Il devient interprète lors de ses voyages ultérieurs. De plus, il devient plus habile pour distinguer les tribus indigènes du sud-ouest, ce qui s'avérera utile lors de sa prochaine expédition de piégeage.
Malgré l'insistance de son père pour qu'il reste à la mine pendant l'hiver, James Pattie part en janvier 1827, avec l'intention de parcourir la Gila jusqu'à sa jonction avec le fleuve Colorado. Le groupe passe quelques jours dans un village du Yuma à l'embouchure du Colorado pour rassembler des fournitures avant de remonter la rivière sur plusieurs kilomètres. Ils y échangent avec un groupe d'Indiens Maricopa,. Une semaine plus tard, le groupe rencontre une bande de Mohave, dont Pattie et un autre trappeur de son groupe, George Yount, avaient entendu parler et qui sont considérés comme hostiles. Le groupe est en effet attaqué le matin après son arrivée, mais les Mohave sont facilement forcés de battre en retraite.
À la suite de l'escarmouche avec les Mohave, le récit de Pattie sur l'expédition devient inhabituellement vague, surtout compte tenu de la vaste distance qu'elle aurait parcourue. Après avoir traversé le Colorado en territoire Navajo, l'expédition aurait traversé la ligne de partage des eaux et tourné vers le nord, piégeant le long des rivières Platte, Bighorn et Yellowstone. Pattie affirme que le groupe s'est aventuré aussi loin au nord que la Clark Fork du fleuve Columbia (dans le Montana actuel) avant d'arriver dans un village Zuñis de l'ouest du Nouveau-Mexique. Étant donné que ce voyage équivaut à environ 2 000 miles de voyage en 85 jours, le récit de Pattie est presque certainement faux. Selon toute vraisemblance, Pattie récitait les noms des rivières qu'il avait apprises d'autres trappeurs, et le groupe ne s'est que brièvement aventuré loin du Colorado lorsqu'ils ont atteint l'infranchissable Grand Canyon.
Lorsque le groupe a atteint le village Zuñis, plusieurs membres étaient morts et les survivants souffraient de quasi-famine. Cependant, l'expédition est un immense succès car ils reviennent avec des fourrures d'une valeur de près de 20 000 $. Pourtant, au retour du groupe à Santa Fe en août, les soldats saisissent les fourrures par ordre du gouverneur de Santa Fe, qui accuse le groupe de piéger sans permis,.
Bien que les dates fournies par Pattie pour ses voyages au printemps et à l'été 1827 soient déroutantes et probablement inexactes, il a mené un bref voyage de chasse le long de la rivière Pecos après son arrivée à Santa Fe dans le but de remplacer certains de ses biens perdus. Composée de Pattie et de quinze autres Américains, l'expédition Pecos a été attaquée par des Indiens, que Pattie a reconnus avec précision comme une bande de Mescaleros,,. Bien que la majeure partie du groupe ait survécu, Pattie est blessé à la hanche et à la poitrine par des flèches. Sur le chemin du retour, le groupe rencontre un groupe de Navajos qui traque les Mescalero et dont le guérisseur soigne les blessures de Pattie en échange de scalps de Mescalero,.
Le groupe réussit à échapper au gouverneur après son retour à Santa Fe et réalise un profit décent en vendant ses fourrures. De là, ils retournentà Santa Rita. Peu de temps après, un comptable espagnol vole 30 000 $ au père de Pattie, mettant effectivement les Pattie en faillite,,. En septembre 1827, Sylvester obtient un passeport à Santa Fe, que les Pattie ont l'intention d'utiliser pour se rendre en Californie,.
Sur le chemin de la rivière Gila, vers la Californie, la moitié des trappeurs déserte et chaque animal de meute du groupe est mort, s'est perdu ou a été volé par les mêmes Indiens Yuma qui avaient traité Pattie avec gentillesse l'année précédente. Les huit autres membres de l'expédition construisent des canoës de fortune et flottent sur le fleuve Colorado jusqu'à ce qu'ils atteignent le golfe de Californie, où le puissant ressac forcé les Patties à laisser leurs bateaux à quelques kilomètres en amont. Ils ont amassé des centaines de fourrures, d'une valeur comprise entre 25 000 et 30 000 dollars, qu'ils ont mises en cache près de la rivière en février 1827,.
Le groupe a ensuite voyagé vers l'ouest par étapes parmi plusieurs colonies et missions espagnoles. Après avoir demandé à acheter des chevaux pour récupérer leurs fourrures mises en cache, le groupe est escorté à San Diego à la fin du printemps 1828, où les Pattie sont détenus et interrogés par un gouverneur territorial de Californie, José María de Echeandía (en).
En arrivant à San Diego, les Pattie et leur groupe sont désarmés et emprisonnés sous le soupçon d'avoir falsifié leur passeport. L'aîné Pattie tombe malade avant leur arrivée et son état s'aggrave progressivement en prison. Sylvester Pattie meurt le 24 avril et est enterré peu de temps après, devenant ainsi le premier Américain à être enterré en Californie.
Après la mort de son père, James Pattie sert de traducteur entre Echeandía et John Bradshaw, capitaine du navire américain Franklin, qui a proposé d'acheter les fourrures de Pattie si elles sont récupérées. Echeandía accepte de permettre aux trappeurs de retourner à la cache à condition que Pattie reste à San Diego en otage. En attendant, Pattie raconte l'histoire de ses voyages, de son emprisonnement et de la mort de son père à Bradshaw. Le bref récit de Pattie est publié un an plus tard dans un journal de Saint-Louis, donnant à sa famille restante leurs premières nouvelles depuis 1824.
Seuls trois membres du groupe d'origine ont survécu et sont retournés à San Diego plusieurs semaines plus tard. Une inondation printanière a détruit toute la cachette de fourrures et les pièges qu'ils ont récupérés ont été vendus pour payer les chevaux et les mules qu'ils doivent utiliser. Pattie affirme qu'ils ont de nouveau été désarmés et emprisonnés, mais c'est probablement une exagération. Cependant, Echeandia exigea que les trappeurs restent à San Diego et n'autorisa Pattie à quitter la ville qu'en février ou mars 1829, près d'un an après son arrivée.
Pattie dit qu'il a été libéré par Echeandía, en raison d'une épidémie de variole au cours de l'hiver 1828-1829, et qu'il a été embauché par le gouverneur pour vacciner tous les Californiens le long de la côte du Pacifique. Bien qu'il y ait eu une épidémie récente en Californie, le coupable était la rougeole, pas la variole. De plus, l'épidémie a commencé en octobre 1827, plusieurs mois avant l'arrivée de Pattie à San Diego, et elle s'était terminée en juin 1828.
La possibilité la plus probable est que Pattie ait entendu parler de l'épidémie et se soit insérée dans un rôle principal en racontant l'histoire. L'histoire de la vaccination sert à présenter ses voyages ultérieurs en Californie sous un jour héroïque, mais il a probablement passé une grande partie de l'année suivante sans ressources. Il a voyagé vers le nord avec ses trois compagnons restants à Los Angeles, où tous, sauf lui, se sont rapidement installés et se sont mariés à des familles catholiques californiennes.
Pattie passe le reste de l'année 1829 à explorer la côte californienne, et bien que ses affirmations de vacciner les gens en cours de route soient probablement fausses, ses descriptions des missions et des colonies de la région sont détaillées et précises. Il voyage aussi loin au nord que la colonie russe de Fort Ross, à environ 90 miles au nord de San Francisco, avant de retourner au sud à Monterey pour réserver un passage au Mexique.
En novembre 1829, une force révolutionnaire dirigée par Joaquin Solis se soulève à Monterey avant de voyager vers le sud pour rencontrer l'armée d'Echeandía à Santa Barbara. Après la défaite de Solis, ce dernier est capturé et renvoyé à Monterey. Alors qu'il documente avec précision les événements de la révolution, il prétend à tort qu'il a conduit le parti à capturer Solis. En réalité, Pattie n'était pas impliquée dans la révolution et il a passé des mois à attendre un navire de passagers à Monterey. Il a utilisé ce temps pour chasser la loutre à proximité, gagnant 300 $ qu'il a utilisé pour financer une partie de son voyage.
En mars 1830, le consul américain John Coffin Jones Jr. (en) arrive à Monterey à bord du Volunteer. En plus de permettre à Pattie de rejoindre le navire, Jones propose de transporter Solis et plusieurs autres dirigeants révolutionnaires à Mexico pour y être jugés. Pattie a de nouveau rencontré Echeandía pour exprimer ses griefs et obtenir un passeport pour le Mexique. Alors qu'Echeandía comprend ses plaintes concernant son emprisonnement précédent, il nie tout acte répréhensible, affirmant qu'il ne faisait que suivre la loi. Néanmoins, il délivre son passeport à Pattie et le navire quitte Monterey le 9 mai 1830.
Neuf jours après avoir quitté Monterey, le navire est arrivé à San Blas, au Mexique. Pattie n'a participé à aucune expédition au Mexique, mais il prévoyait de s'arrêter à Mexico pour tenter de recevoir une compensation pour son emprisonnement. En arrivant à Mexico début juin, il rencontre le chargé d'affaires américain, Anthony Butler. Butler présente à Pattie une lettre du secrétaire d'État Martin Van Buren, qui l'exhorte à essayer de libérer Pattie de prison.
Butler organise une réunion avec le président mexicain Anastasio Bustamante au cours de laquelle Pattie pourrait officiellement déposer ses plaintes. Alors que Bustamante est sympathique à la situation de Pattie, il n'offre pourtant aucune récompense. Cependant, il informe Pattie qu'Echeandía a été remplacée en tant que gouverneur territorial en raison de transgressions non divulguées,.
Bustamante accorde à Pattie un passeport pour rentrer chez lui par le port de Veracruz. Bien que Pattie soit essentiellement ruiné au moment où il arrive à Vera Cruz, le consul américain, Isaac Stone, organise son passage gratuit aux États-Unis. Le 17 juillet 1830, Pattie monte à bord du navire United States à destination de La Nouvelle-Orléans.
Deux semaines plus tard, le lendemain de l'arrivée de Pattie à la Nouvelle-Orléans, le Louisiana Advertiser annonce son retour. Encore une fois, Pattie n'a pas les fonds nécessaires pour parcourir le reste du chemin jusqu'au Kentucky, mais le sénateur de Louisiane Josiah S. Johnston, qui a grandi à quinze miles du père de Pattie et connaissait une partie de sa famille, paye pour son passage sur le fleuve Mississippi à bord du bateau à vapeur Cora.
Alors que Pattie rentre chez lui à Augusta, Johnston le présente au journaliste Timothy Flint à Cincinnati, et Pattie et Flint acceptent de se rencontrer afin que James puisse dicter l'histoire de ses voyages,.
Pattie arrive à Augusta le 30 août 1830. L'année suivante, Flint publie The Personal Narrative of James O. Pattie of Kentucky. Malgré le succès précédent de Flint en tant qu'auteur, le livre n'attire pas l'attention, à l'exception d'une brève mention dans le Cincinnati Mirror qualifiant le livre d'« intéressant ».
Les détails du reste de la vie de Pattie sont rares. Pendant un certain temps, il a fréquenté l'Augusta College dans le Kentucky. La dernière preuve documentée de sa vie figure sur une liste fiscale du comté de Bracken en 1833, et sa propriété imposable totale se composait de deux chevaux évalués à 75 $ ensemble.
Le politicien californien William Waldo affirme avoir rencontré Pattie dans les montagnes de la Sierra Nevada en 1849 pendant la ruée vers l'or, mais cette affirmation n'a jamais été corroborée.